# ماریا کادوبینا
ماریا کادوبینا (بلاروسی: Марыя Уладзіміраўна Кадобіна؛ زادهٔ ۴ فوریهٔ ۱۹۹۷) ژیمناست ریتمیک زن اهل بلاروس است.